# Myrmus miriformis
Myrmus miriformis är en insektsart som först beskrevs av Carl Fredrik Fallén 1807.  Myrmus miriformis ingår i släktet Myrmus, och familjen smalkantskinnbaggar. Arten är reproducerande i Sverige.

## Bildgalleri

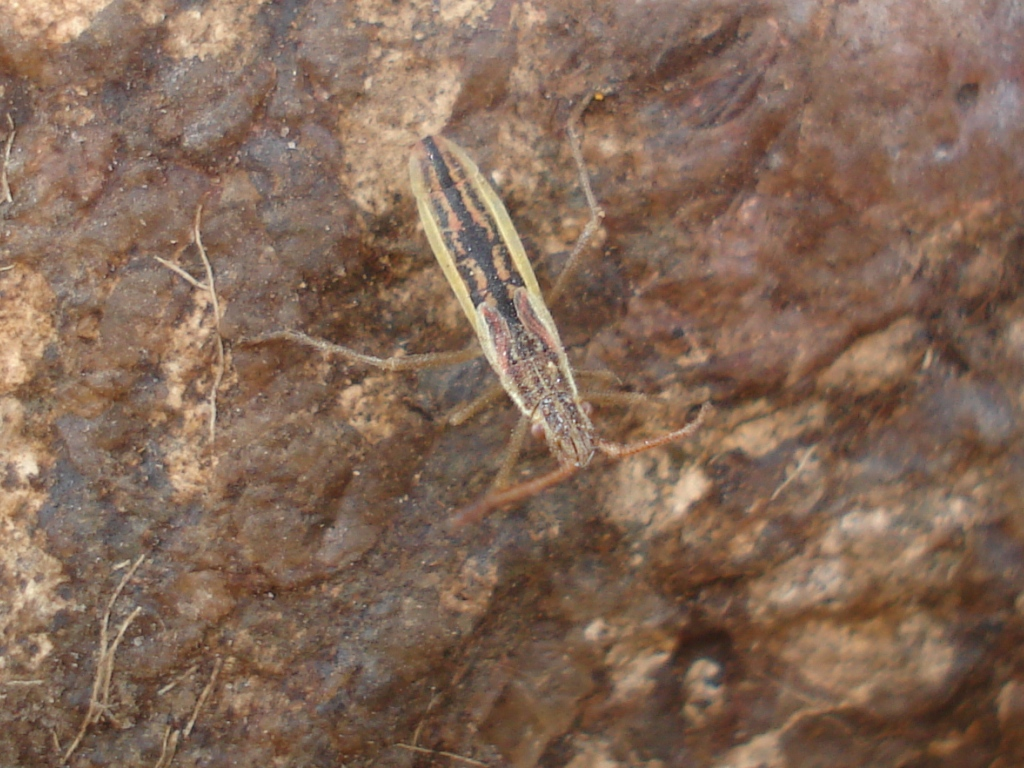
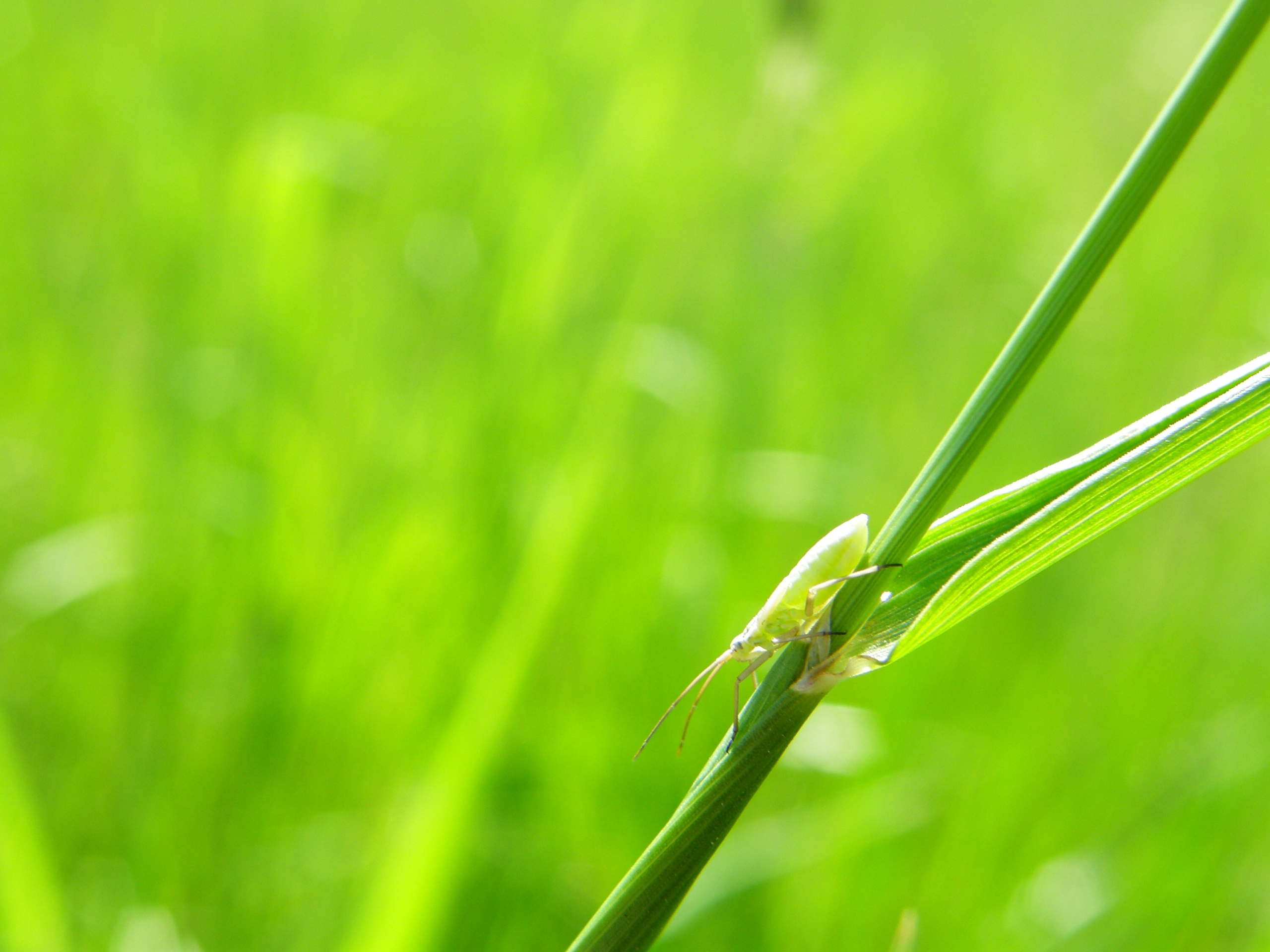